# Эктон, Лорен Уилбер
Ло́рен Уи́лбер Э́ктон (англ. Loren Wilber Acton; род. 1936) — американский астронавт. Совершил один космический полёт на шаттле: STS-51F (1985, «Челленджер») в качестве специалиста по полезной нагрузке.

## Личные данные и образование

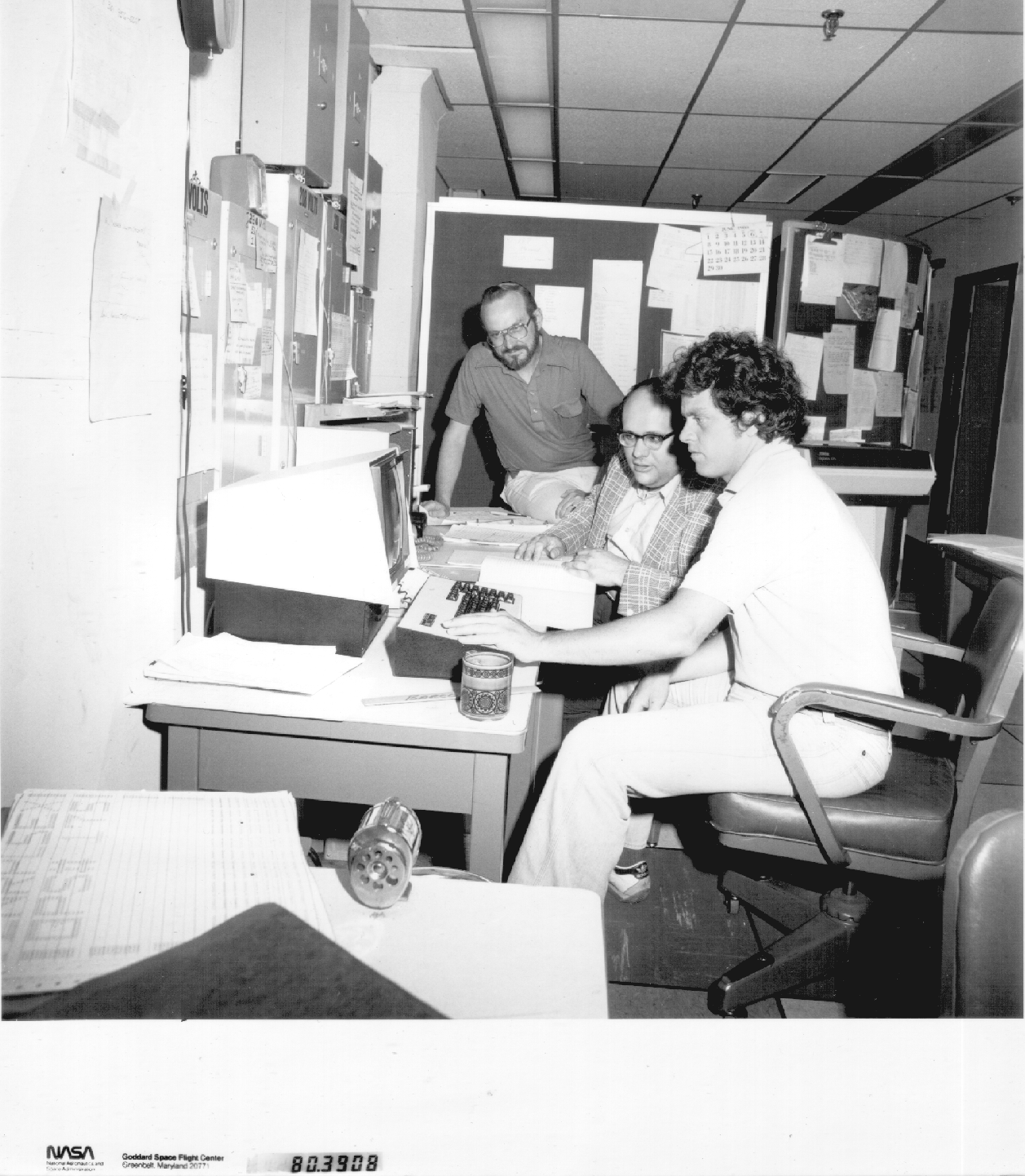
Эктон в 1980 году.

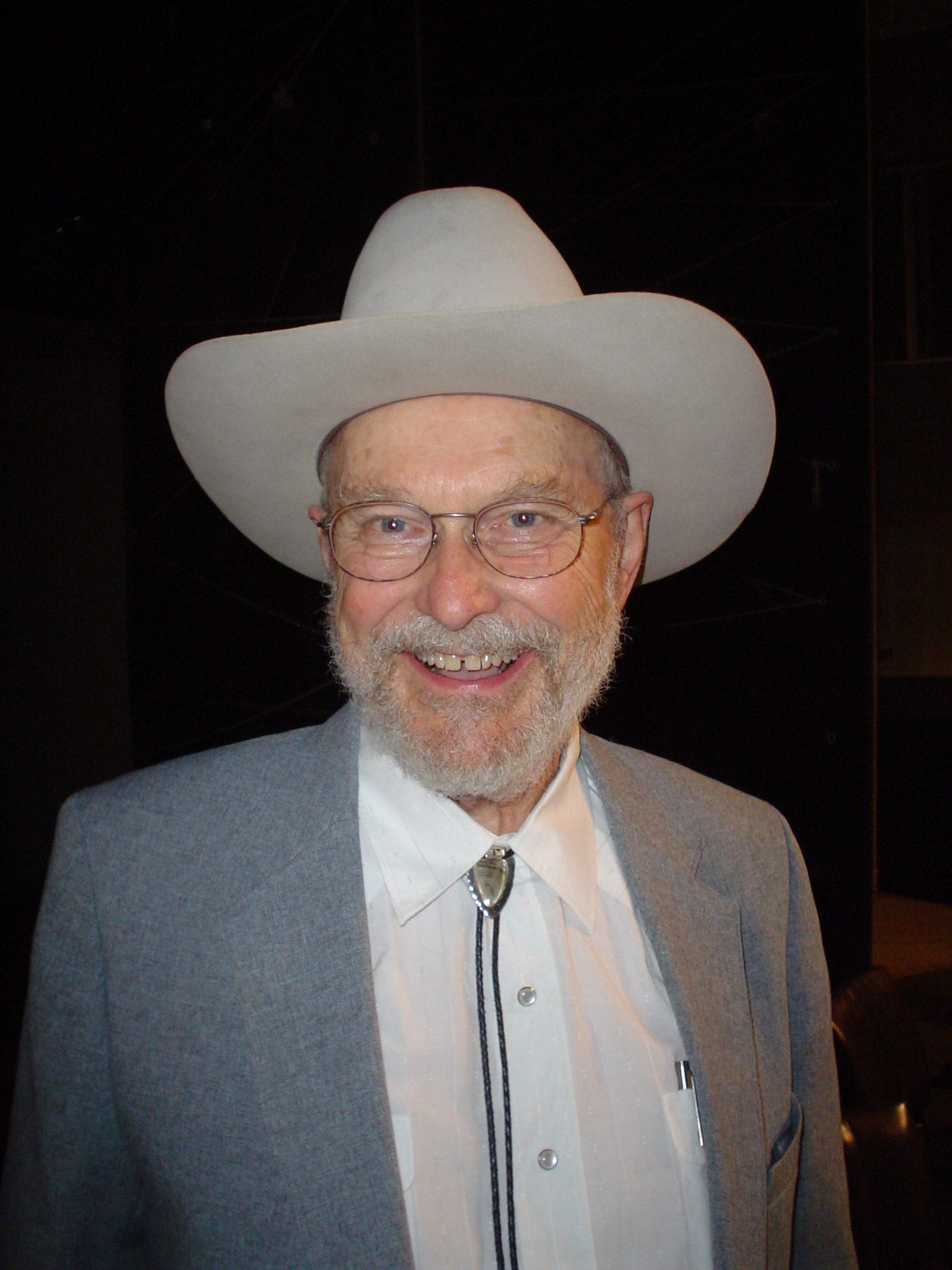
Эктон, 24 февраля 2009 года.

Эктон родился 7 марта 1936 года в Льюистауне, штат Монтана. В 1959 году он получил степень бакалавра наук по физике в Университете штата Монтана, и в 1965 году доктора наук по физике Солнца в Университете Колорадо в Боулдере. Актон был старшим научным сотрудником в «Лаборатории космических наук» (Lockheed Corporation), штат Калифорния. Он женат на Эвелине Олденбургер и имеет двоих детей (1958 и 1960).

## ДоНАСА
В 1960—1961 годах работал в Центральной лаборатории исследования радиоволн, где занимался исследованием солнечных вспышек и их воздействием на геофизику Земли. В 1962 году работал в Научно-исследовательской лаборатории Военно-морские ВМС США в Вашингтоне, округ Колумбия. Благодаря изобретенному им методу удалось восстанавливать данные со спутника «СолРад-3». С 1962 по 1964 год работал в Высотной обсерватории в городе Боулдер, штат Колорадо. Там он написал докторскую диссертацию, тема которой была: «Солнечное рентгеновское излучение». В 1965 году в Колорадском университете в Боулдере получил степень доктора наук (астрофизика). С 1968 по 1969 год в Астрономическом институте при Гавайском университете в Маноа Эктон работал астрономом, где занимался получением и обработкой данных с геофизических ракет. В 1971—1972 годах работал в Германии, куда был приглашен в «Рабочую группу» по изучению физики космического пространства. С 1970 по 1975 год работал в компании «Lockheed», где был руководителем подразделения «Космическая астрономия» и отвечал за проведение экспериментов по изучению солнечного рентгеновского излучения, занимался изучением реликтового излучения. С 1975 года работал в Отделе космических исследований при Научно-исследовательском подразделении Лаборатории «Локхид» в Пало-Альто, в Калифорнии, изучал физические процессы на Солнце. С 1977 года Эктон — профессор на физическом факультете в Университете штата Монтана.

## Космическая подготовка
9 августа 1978 года стал одним из четырёх отобранных специалистов по полезной нагрузке для работы во время полета шаттла с лабораторией «Спейслэб-2». В мае 1984 года, после семи лет обучения, вошел в число двух специалистов на запланированный полет STS-51F.

## Космический полёт
- Первый полёт — STS-51F[3], шаттл «Челленджер». C 29 июля по 6 августа 1985 года в качестве специалиста по полезной нагрузке. Продолжительность полёта составила 7 суток 22 часа 46 минут. Полетел в космос как ученый-исследователь, в его обязанности входило проведение научных исследований Солнца и других небесных объектов с использованием передовых технологий исследования пространства. Выступал в качестве соавтора одного из экспериментов по изучению Солнца на астрономической лаборатории «Спейслэб-2», при помощи Универсального солнечного оптического поляриметра[4].

Общая продолжительность полётов в космос — 7 суток 22 часа 46 минут.

## После полёта
В 2006 году Эктон участвовал в выборах, как кандидат от Монтаны, от Демократической партии. Но проиграл представителю Республиканцев — Джеку Уэлсу (Jack M. Wells), которого поддерживал действующий президент. В настоящее время Эктон, профессор, проводит исследования в группе «Физика Солнца» в Университете штата Монтана, которая осуществляет активную программу исследований при поддержке НАСА. Группа ежедневно активно участвует в операциях и научных исследованиях, используя совместный спутник (Япония-США-Великобритания) «Yohkoh», который имел четыре инструмента: два рентгеновских телескопа и два спектрометра.

## Награды и премии
Награждён: Медаль «За космический полёт» (1985) и многие другие.